# Félix Armand
Félix Armand (ur. 28 grudnia 1901 w Malancourt, zm. 1 marca 1963 w Vitry-le-François) – francuski filozof, nauczyciel, marksista, członek Francuskiej Partii Komunistycznej, uczeń René Maublanca, z którym opracowywał dorobek Fouriera. Zajmował się również Proudhonem, zestawiając proudhonizm z fourieryzmem, apologizował Stalina, jako kontynuatora dzieła Fouriera, urzeczywistniającego w Związku Sowieckim marzenia o budowie falansterów.